# Wiesiołyje kartinki
Wiesiołyje kartinki (ros. Весёлые картинки) – miesięcznik dla dzieci wydawany w Moskwie od 1956 roku, czyli od chruszczowowskiej odwilży. Inicjatorem i pierwszym redaktorem był Iwan Siemionow, popularny karykaturzysta «Krokodyla». Wśród pierwszych twórców pisemka znaleźli się Siergiej Michałkow, Korniej Czukowski, karykaturzysta Konstantin Rotow.
Wiesiołyje kartinki były popularne w krajach bloku wschodniego, również jako pomoc szkolna do nauki języka rosyjskiego. Głównymi bohaterami przygód opisywanych w Wiesiołych kartinkach byli:
- Karandasz z ołówkowym nosem (ros. Карандаш, pol. Ołówek - najważniejszy, stał się symbolem całego pisemka)
- robot Samodiełkin (ros. Самоделкин)
- pajacyk Buratino (ros. Буратино)
- pochodząca z baśni Andersena Diujmowoczka (czyli Calineczka, ros. Дюймовочка)
- Pietruszka (ros. Петрушка)
- cebulogłowy Czipollino (ros. Чиполлино, pol. Cebulek - pochodzący z bajki Gianniego Rodariego ("Opowieść o Cebulku")
- Nieznajka (czyli Nieumiałek, ros. Незнайка, pochodzący z bajek Nikołaja Nosowa)
- czeska marionetka Hurvinek (ros. Гурвинек).

## Redaktorzy naczelni
- Iwan Maksimowicz Siemionow
- Nina Iwanowa (1972–1977)
- Ruben Artiomowicz Warszamow (1977–2000)